# Ван Уърт (окръг, Охайо)
Окръг Ван Уърт (на английски: Van Wert County) е окръг в щата Охайо, Съединени американски щати. Площта му е 1062 km², а населението - 29 659 души (2000). Административен център е град Ван Уърт.